# Tjaarke Maas

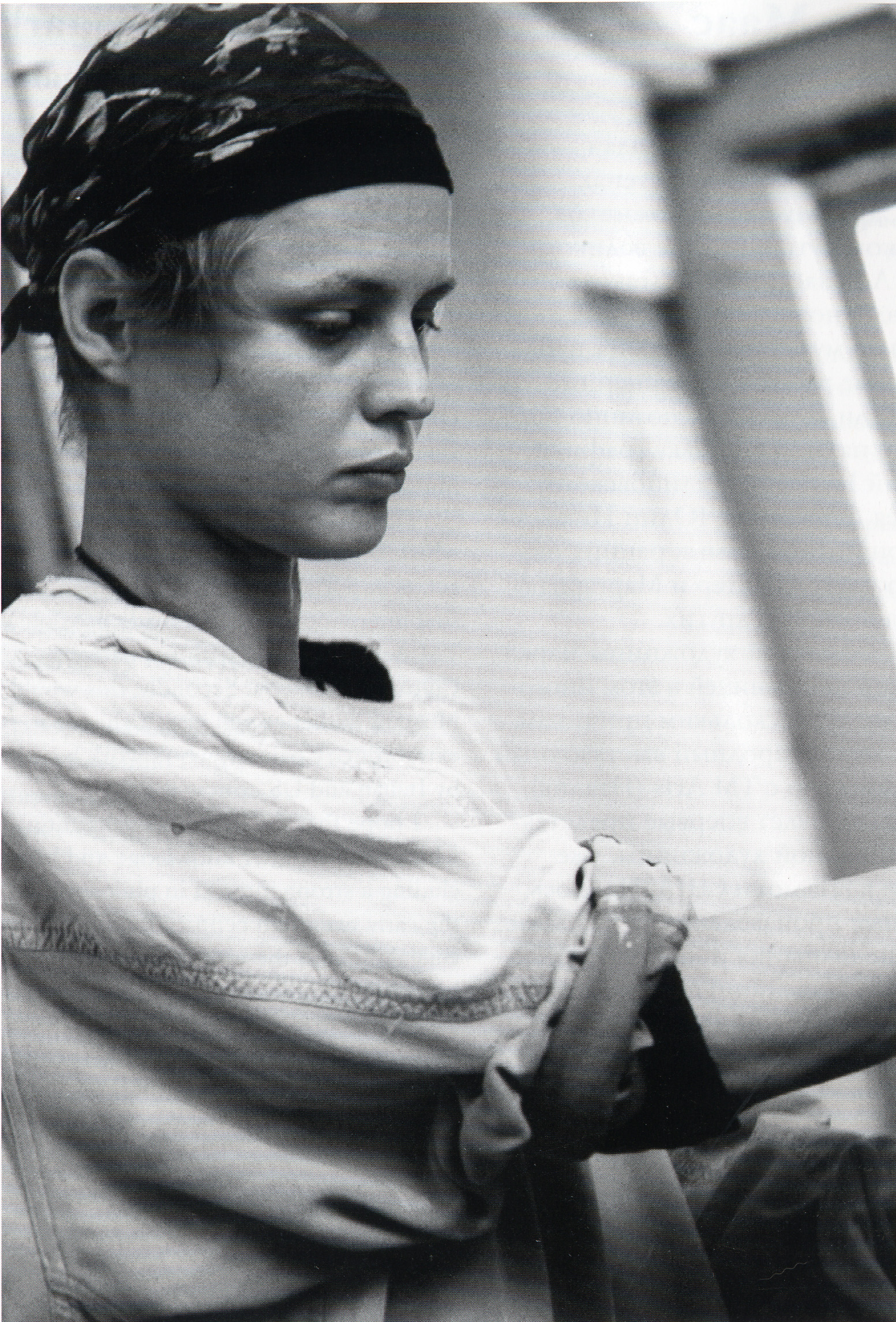
Tjaarke Maas, 2001

Tjaarke Hendrika Maria Maas (* 26. Oktober 1974 in Lopik; † 26. Juni 2004 am Monte Subasio in der Nähe von Assisi) war eine niederländische Malerin.

## Leben
Tjaarke Maas wurde als Tochter von Kees und Henny Maas (1943–2019) in Lopik geboren. Sie wuchs mit ihren Geschwistern Ruben, Marise und Wietske in Tasmanien in Australien auf, wohin ihre Familie 1982 aus den Niederlanden eingewandert war. Sie malte schon in ihrer Kindheit, auch ihre ältere Schwester Marise wurde später Künstlerin. Mit 17 Jahren kehrte Tjaarke Maas nach Europa zurück und belegte von 1992 bis 1993 Zeichenkurse an der Willem de Kooning Academie in Rotterdam. Sie setzte ihr Studium in New York fort, studierte dort die Kunst der Ikonenmalerei unter der Leitung von Wladislaw Andrejew, machte sich mit den philosophischen Werken von Nikolai Alexandrowitsch Berdjajew, Wladimir Sergejewitsch Solowjow und Wassili Wassiljewitsch Rosanow vertraut und konvertierte zur russisch-orthodoxen Kirche.

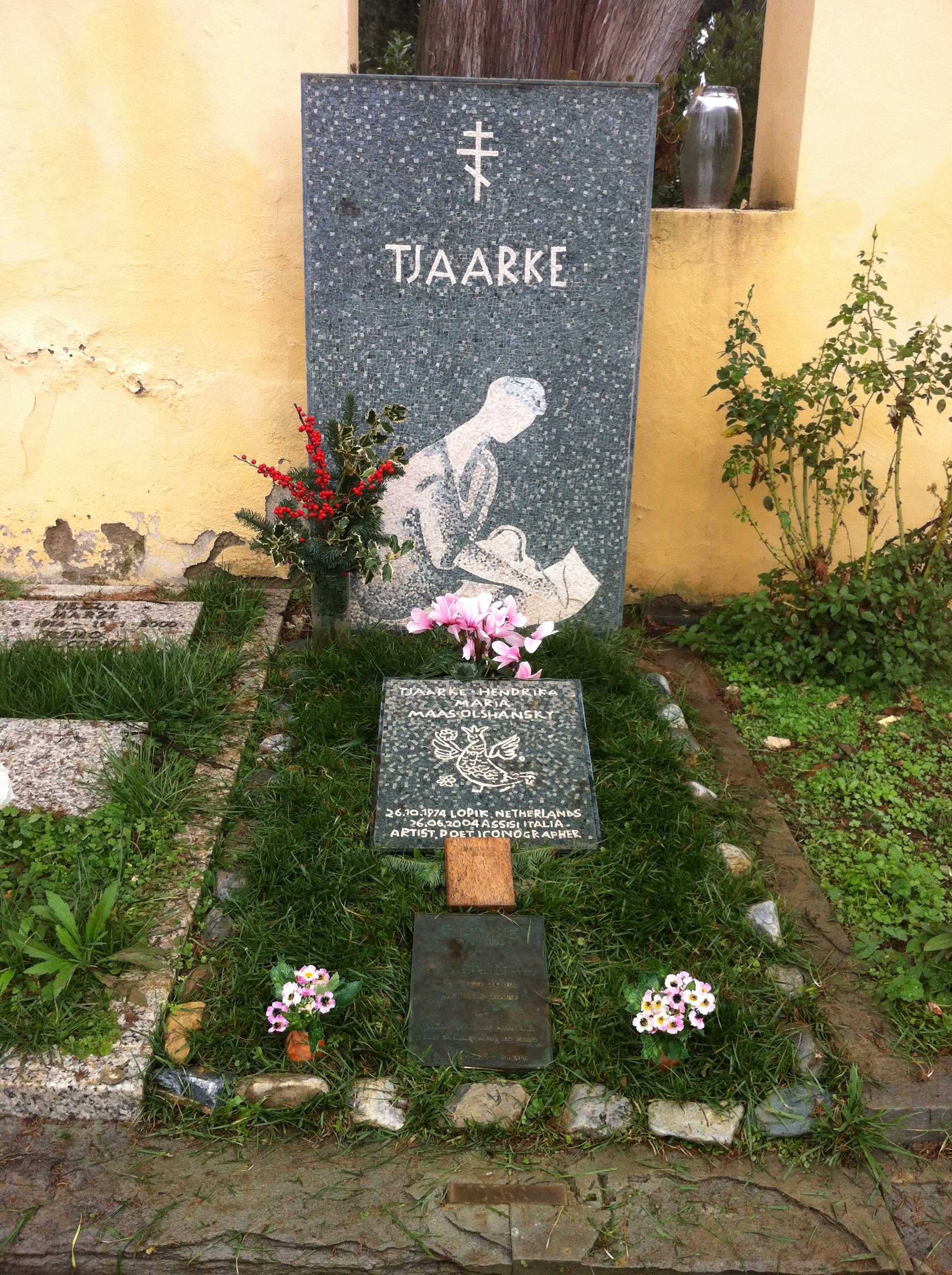
Grab auf dem Friedhof Agli Allori

1993 heiratete Maas den Russen Juri Olschanski. Den Lebensunterhalt der Familie stellte sie mit ihrer Arbeit als Model sicher. Hauptsächlich arbeitete sie von Paris aus, reiste aber auch viel durch Europa und besuchte Japan und Australien. Sie erschien auf den Titelseiten verschiedener Hochglanzzeitschriften. Ab 1996 lebte sie dauerhaft in Florenz, wo sie an der Accademia di Belle Arti studierte. 2003 schloss sie ihr Studium mit Auszeichnung (cum laude) ab. In Folge verband sie das Malen und Schreiben über Ikonen mit dem Studium der Theologie des Bildes. Gleichzeitig verfasste sie auch Gedichte, Prosa und Märchen für Kinder.
Einige Jahre später hatte sie einen Auftrag über eine Ikone, die die „Verklärung“ darstellen sollte. Zum Arbeiten und auf der Suche nach Inspiration zog sie sich in eine kleine Höhle in den Wäldern um den kleinen Konvent Eremo delle Carceri des Heiligen Franziskus von Assisi zurück. Das Kloster liegt in einer steilen Waldschlucht am Monte Subasio in Umbrien, Mittelitalien, etwa vier Kilometer von Assisi entfernt. Im Auftrag des Priesters Don Gino arbeitete sie dort an Ikonen. Sie starb im Juni 2004 im Alter von 29 Jahren unter ungeklärten Umständen oder durch einen Suizid an den Folgen eines Sturzes. Ihre Leiche wurde an einem Hang des Monte Subasio gefunden. Ihre Ikone blieb unvollendet. Tjaarke Maas wurde auf dem Cimitero Evangelico agli Allori im Südwesten von Florenz beigesetzt.

## Werk
Tjaarke Maas schuf mehr als 500 Kunstwerke, Gemälde, Radierungen, Zeichnungen und Skizzen, oft in großen Serien. Neben Ikonen bzw. ikonenähnlichen Porträts malte sie auch Vögel wie Tauben und Möwen. Nach Angaben ihrer Schwester Marise Maas, ebenfalls Künstlerin, malte sie auch tote Tauben und Tierschädel. In einer ihrer Serien malte sie auch Fische.
Während ihrer Studienzeit in Florenz las sie 1997 „Der Meister und Margarita“ des russischen Autors Michail Afanassjewitsch Bulgakow und ließ sich bei ihrer künstlerischen Arbeit davon inspirieren. Diese Werke, die den Betrachter „in das Moskau der 1920er Jahre“ blicken lassen, wurden 2009 im Michail-Bulgakow-Museum ausgestellt. Ausstellungen ihrer Kunstwerke fanden in New York, Jersey City, Florenz, Moskau und 2009 im Anna Akhmatova-Museum in Sankt Petersburg statt. Im Jahr 2022 wurde ihr Werk für die 14. Internationale Kunstbiennale von Rom ausgewählt, die vom 19. bis 28. November im Museo Domiziano an der Piazza Navona stattfand.

Vögel, Fische und Stillleben
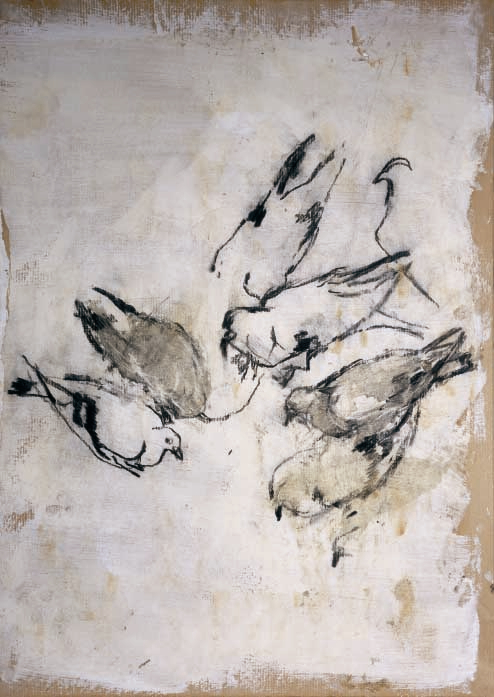
The Annunciation
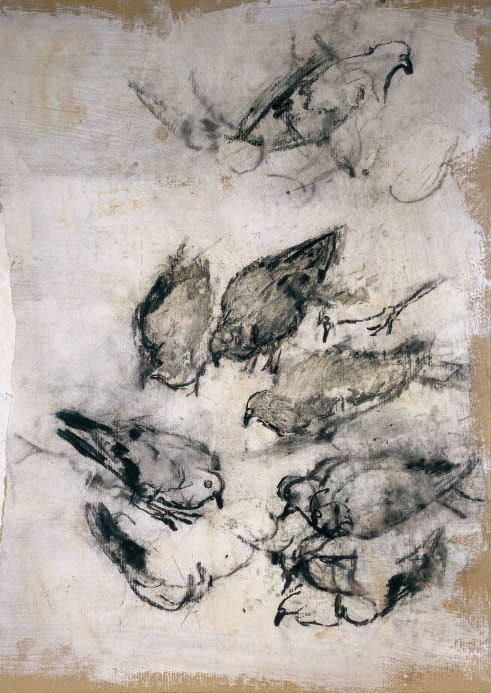
The Annunciation
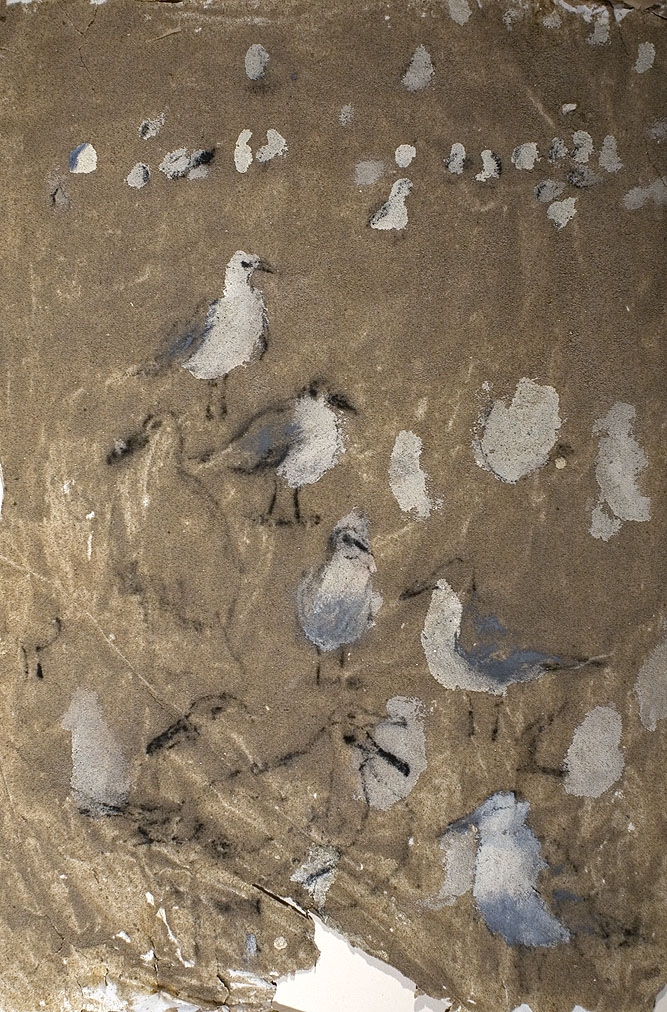
Seagulls
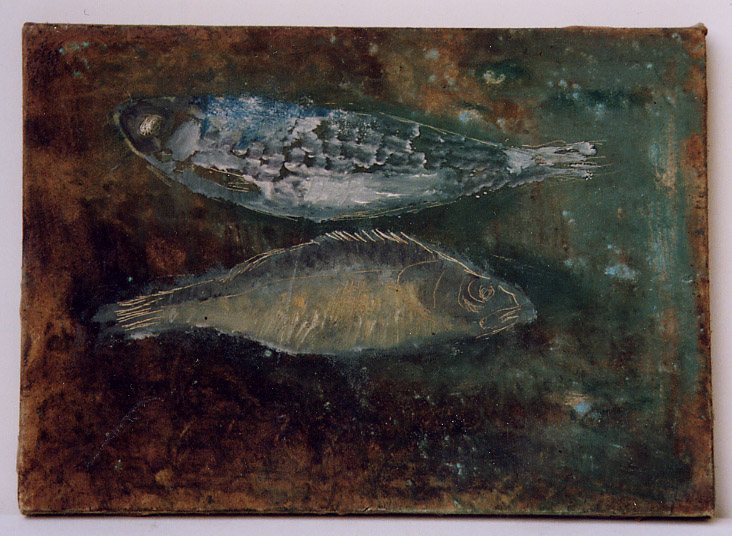
Catacomb fish
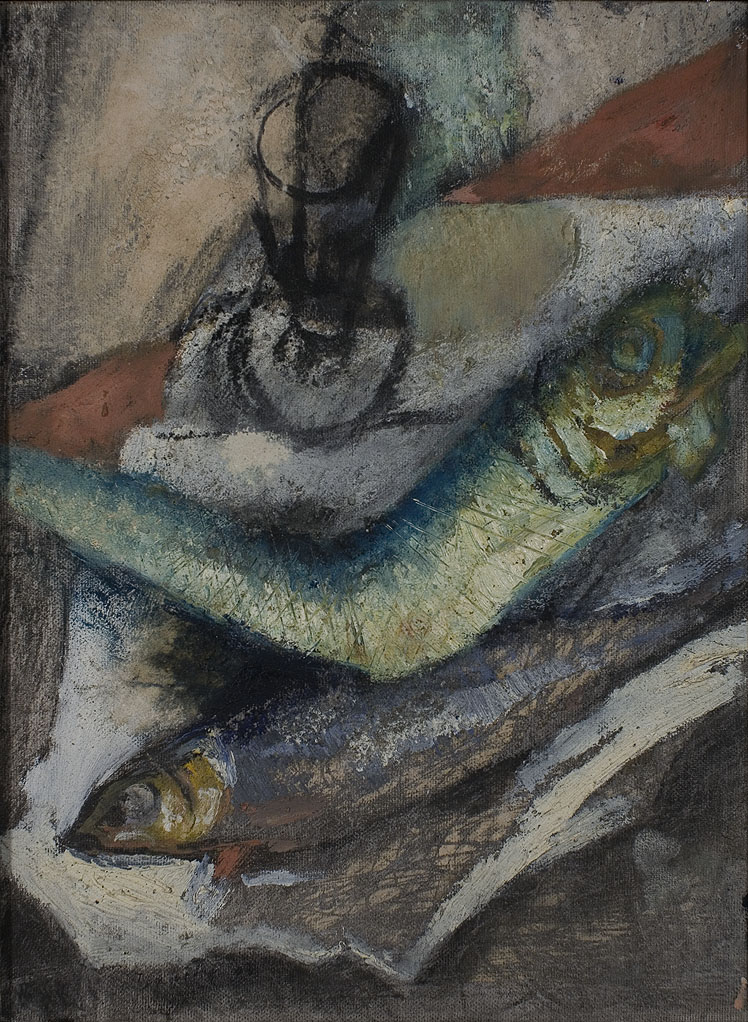
Ode to 1930th
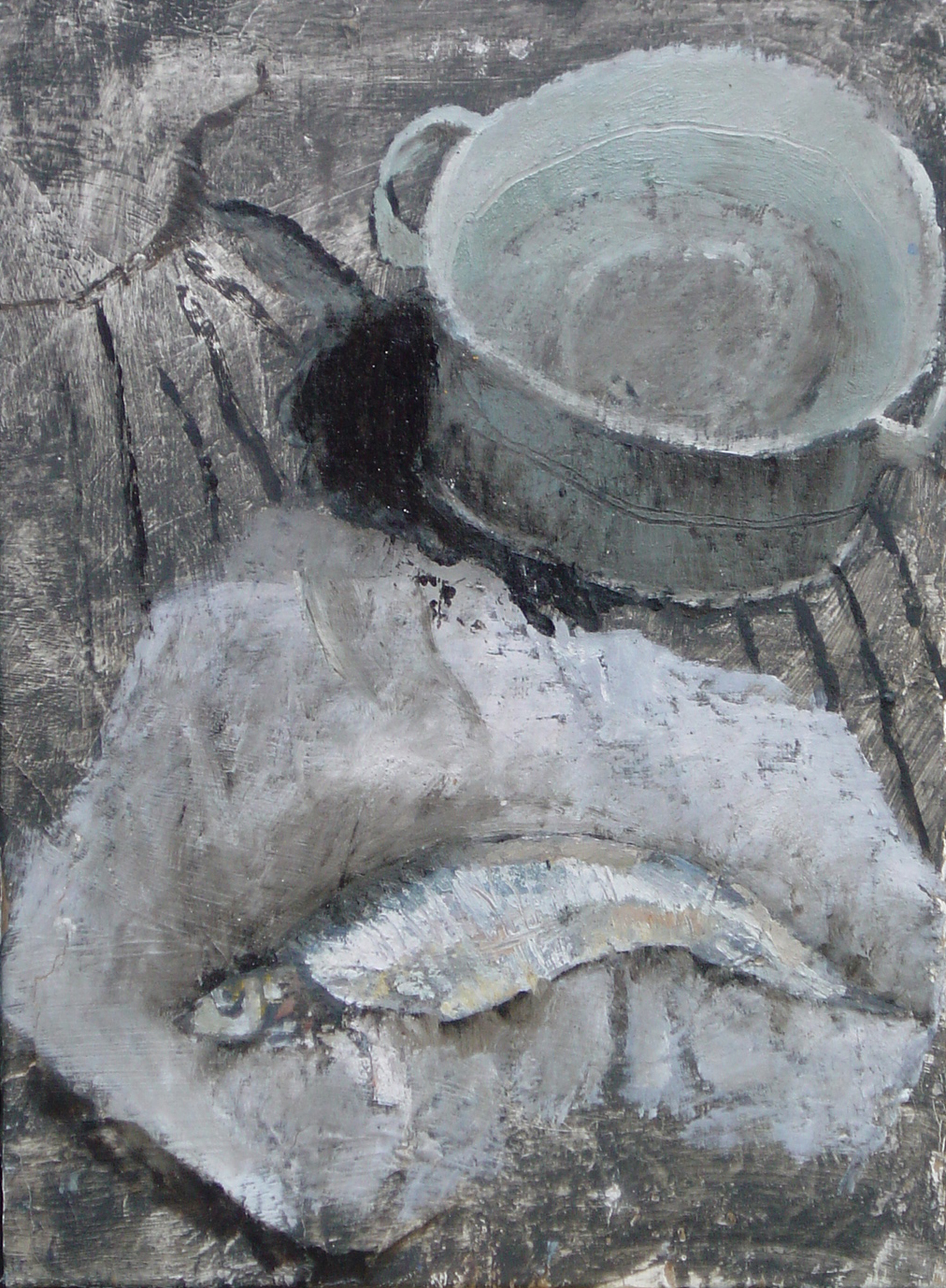
Dutch Herring with pot
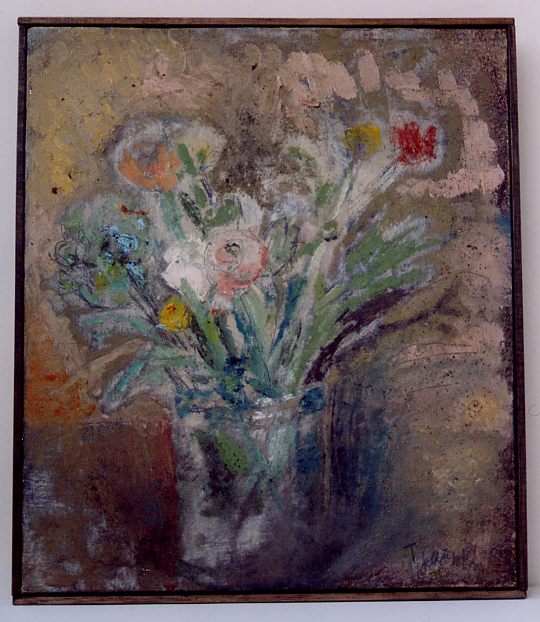
Instead of Anemones
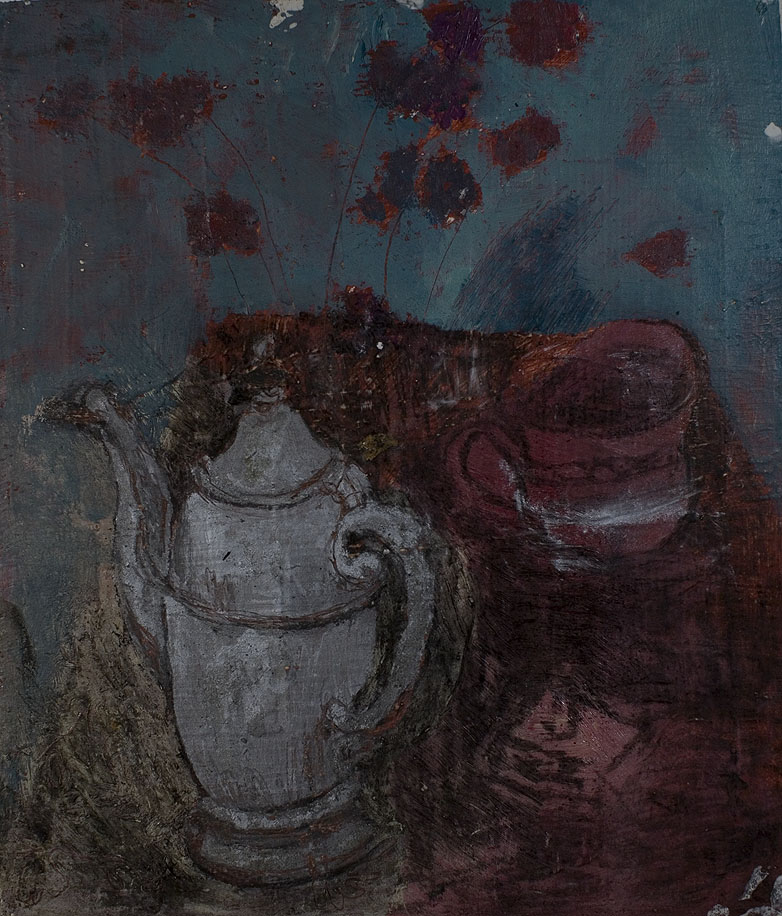
Silver tea-pot

Porträts und Ikonen
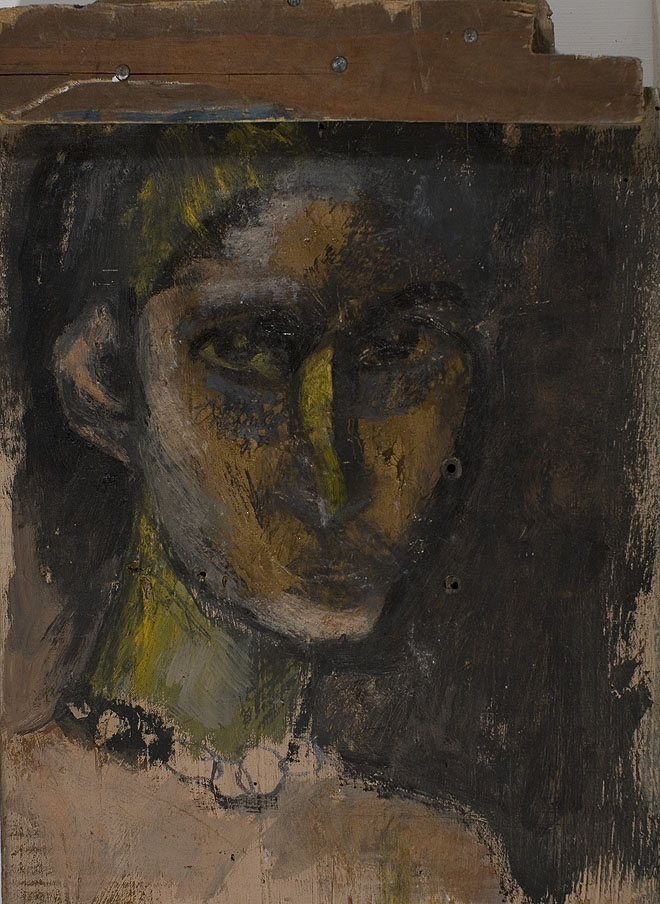
Selbstporträt mit Perlen
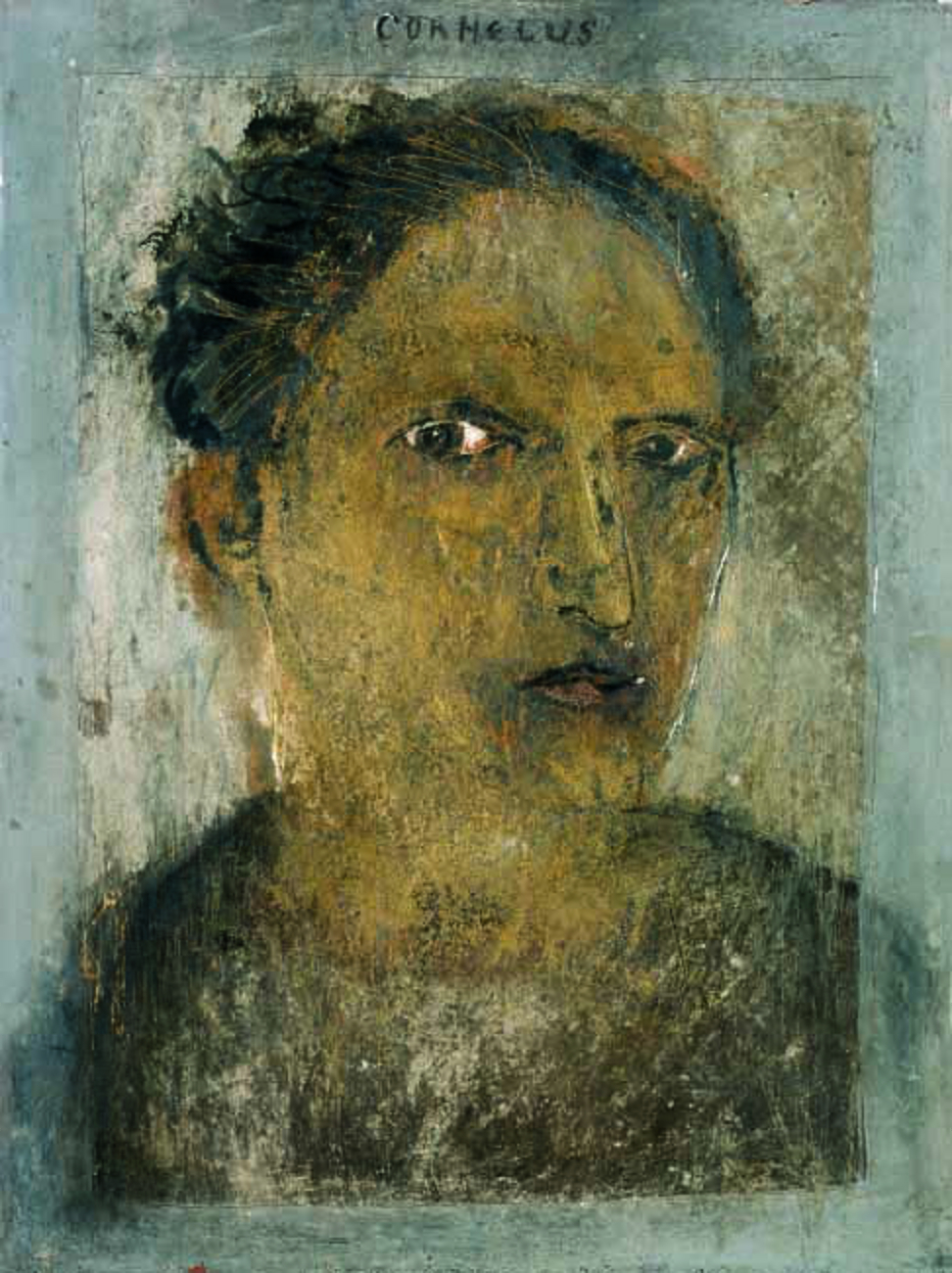
Cornelius
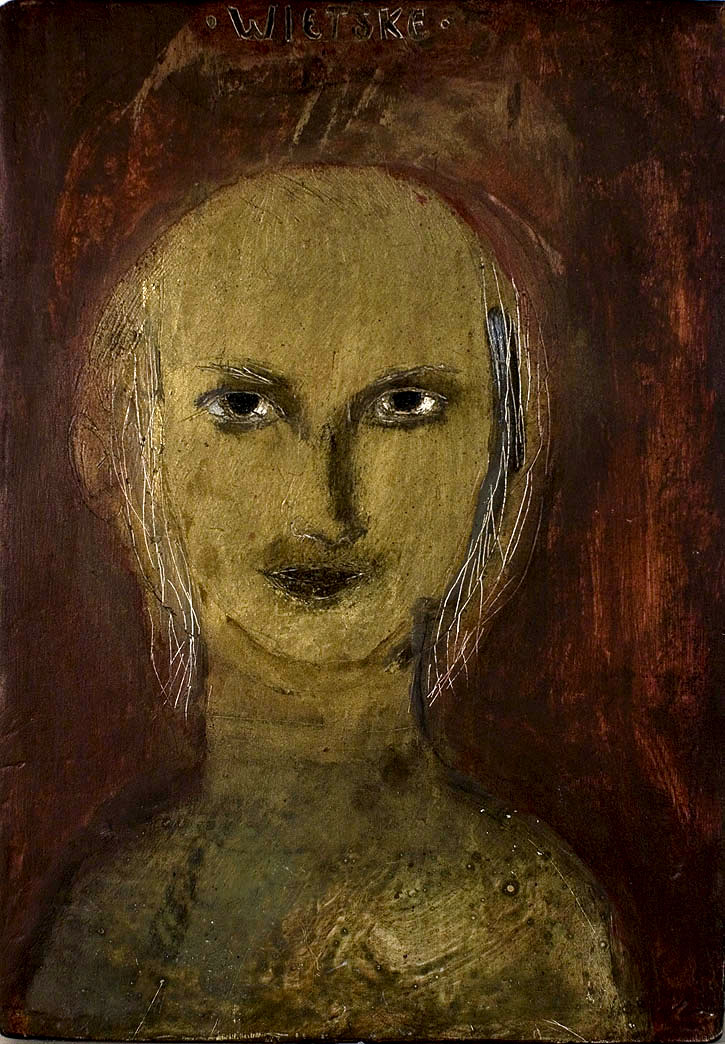
Wietske
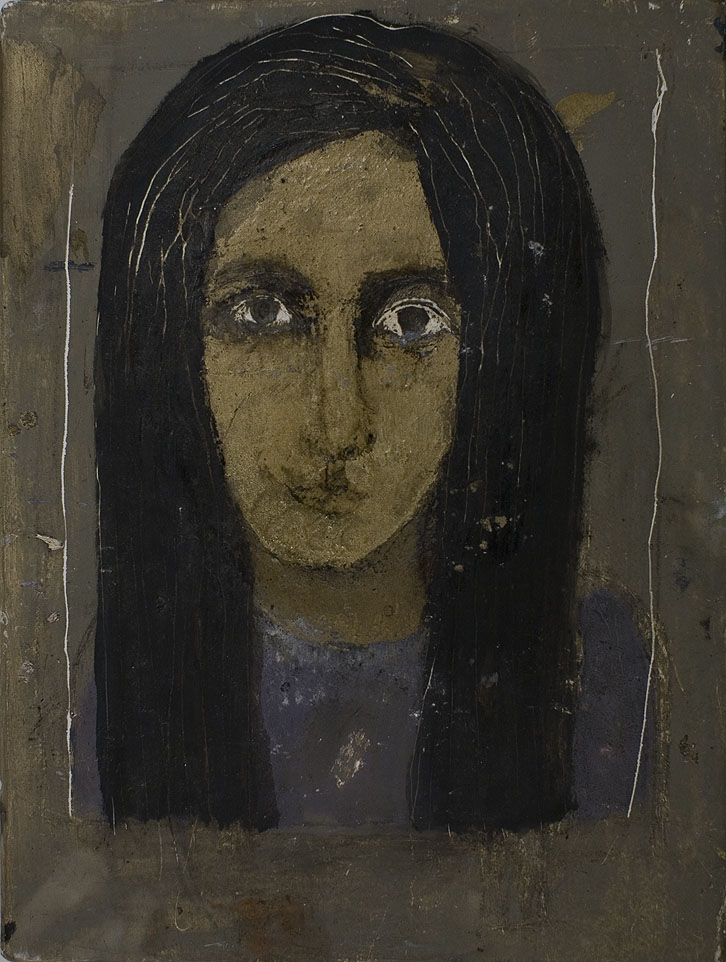
Friend
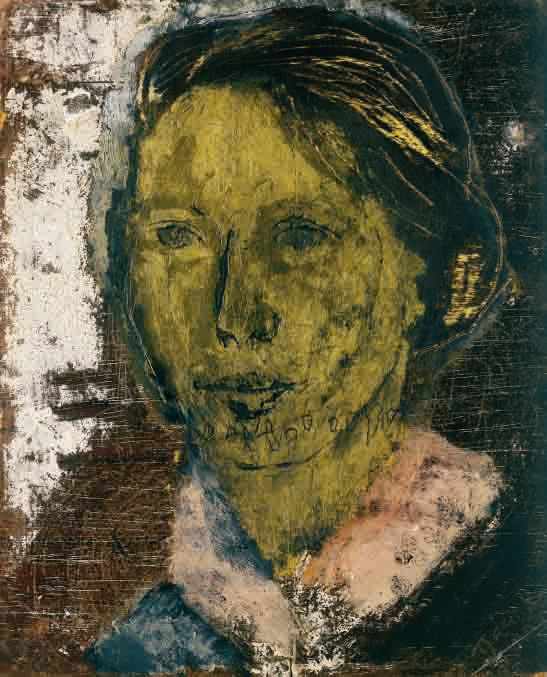
Henny's teeth
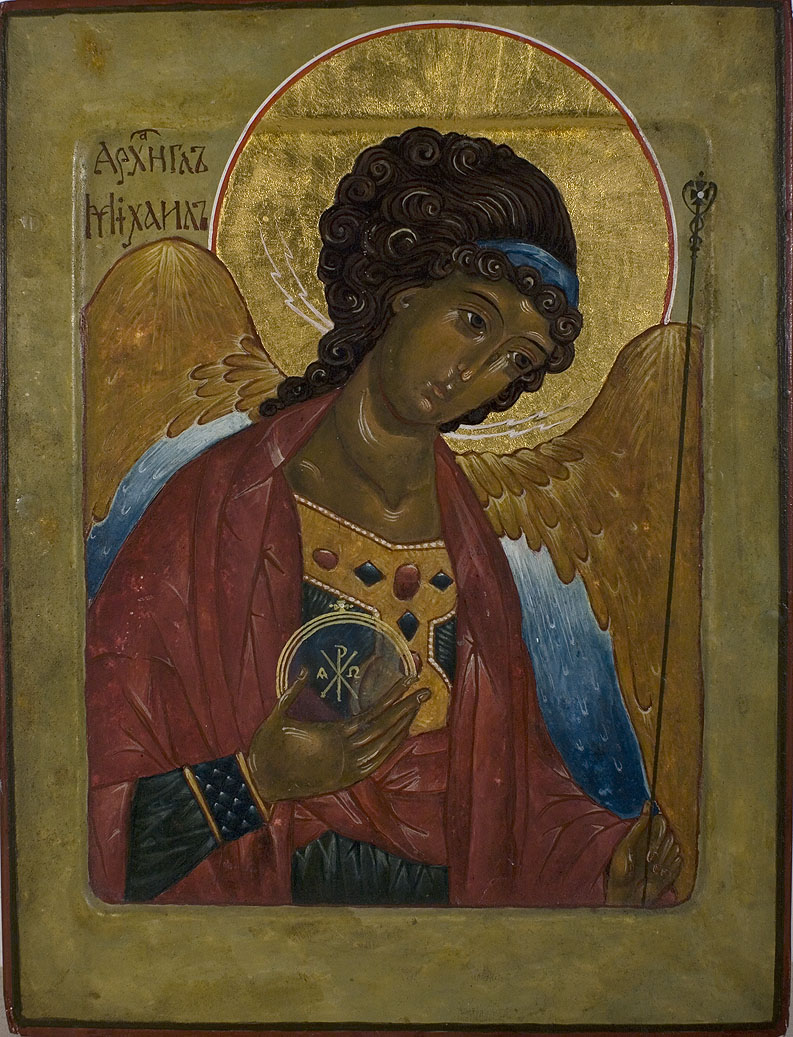
Erzengel Michael
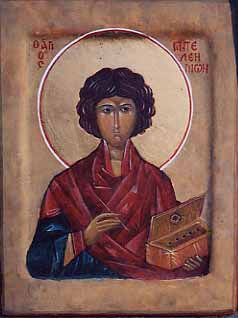
St. Panteleimon
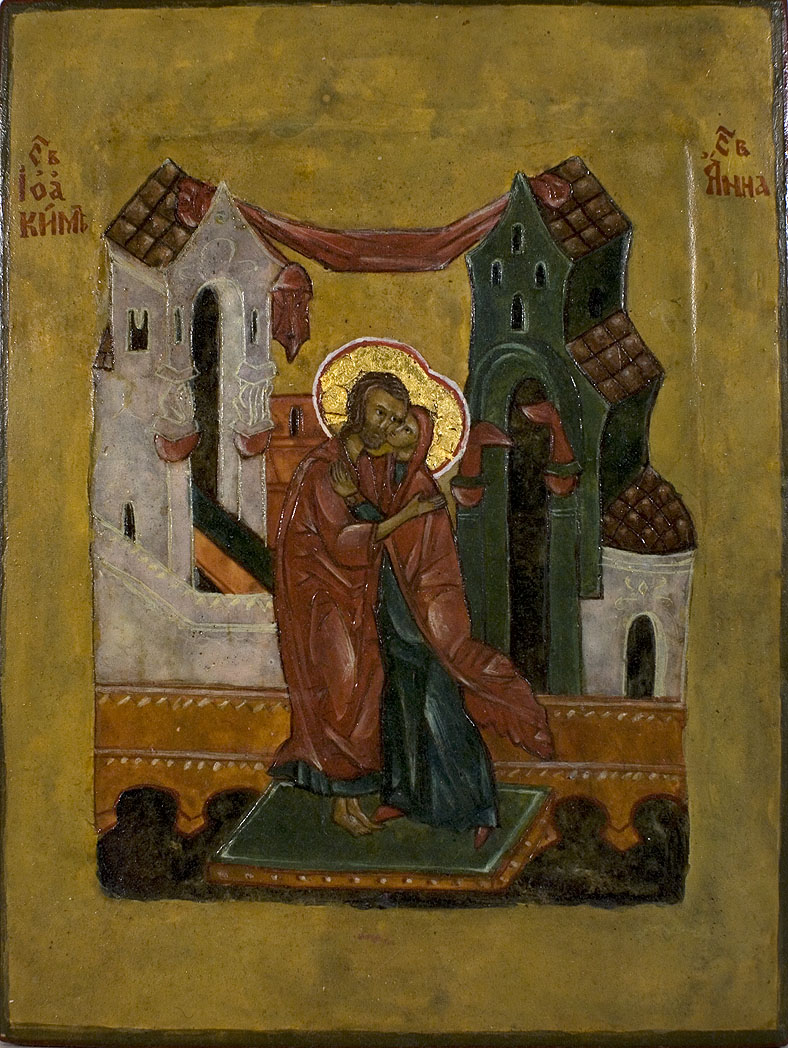
St. Joachim und St. Anna
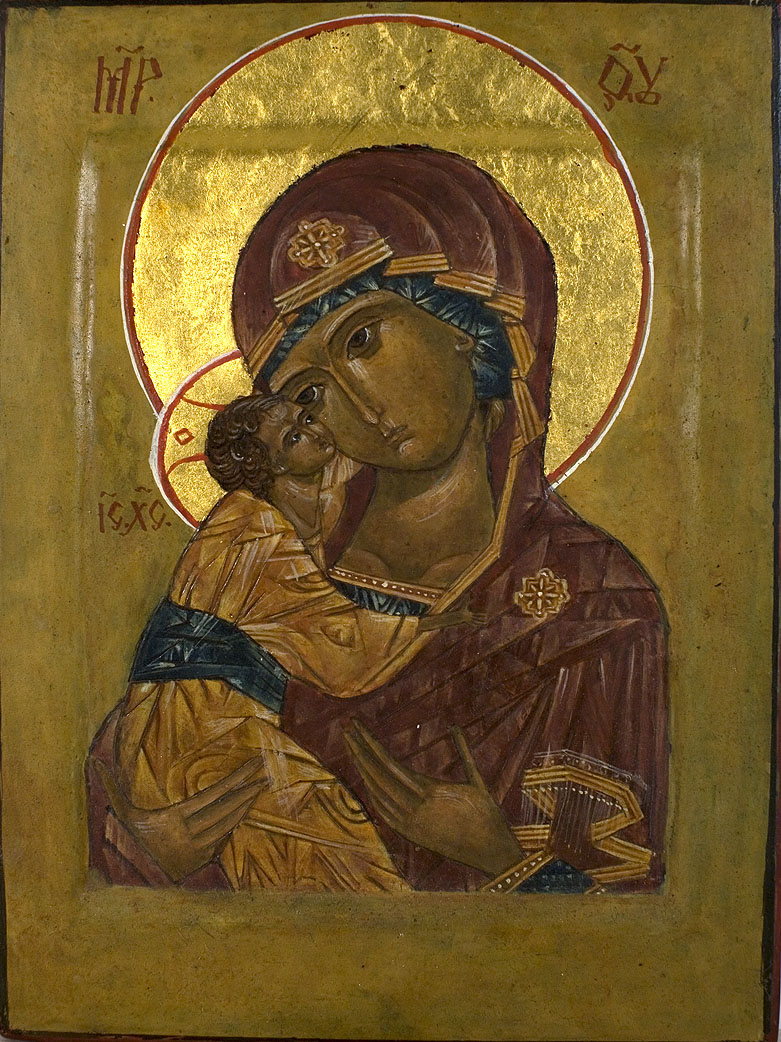
Theotokos / Eleusa